# Abraxas chalcostrota
Abraxas chalcostrota là một loài bướm đêm trong họ Geometridae.